# Longitarsus arnoldi
Longitarsus arnoldi is een keversoort uit de familie bladkevers (Chrysomelidae). De wetenschappelijke naam van de soort werd in 1991 gepubliceerd door Frederico Guillermo Carlos Bergeal & Doguet.